# Christian Levavasseur
Pour les articles homonymes, voir Levavasseur.
Christian Levavasseur est un coureur cycliste français, né le 6 mars 1956 à Dinan. 

## Biographie
Champion de Bretagne cadets en 1973, il devient professionnel en 1978, et le reste jusqu'en 1985. Après sa carrière professionnelle, il continue les compétitions en amateurs, remportant de nombreux succès en Bretagne.

## Palmarès
- 1973
  -  Champion de Bretagne sur route cadets
- 1974
  - 3e du championnat de France sur route juniors
- 1977
  - 11e étape du Tour de l'Avenir
- 1979
  - 6e étape du Tour d'Espagne
  - 3e de l'Étoile de Bessèges
- 1980
  - 1reb étape du Critérium du Dauphiné libéré (contre-la-montre par équipes)
  -  Prix de la combativité du Tour de France
  - Route nivernaise
  - 2e du Grand Prix de Plumelec
- 1981
  - Grand Prix de la côte normande
  - 2e du Grand Prix de Plumelec
  - 2e du Grand Prix du Midi libre
- 1983
  - 2e du Grand Prix de Rennes
- 1984
  - 2e du Tour d'Armor
- 1986
  - Boucles guégonnaises
  - 4e étape du Circuit de Saône-et-Loire
  - 2e du Tour de Franche-Comté
  - 2e du Circuit de Saône-et-Loire
- 1987
  - 3e étape des Trois Jours de Vendée
  - Tour de Corrèze
  - 3e étape du Tour du Roussillon
  - 2e du Grand Prix de Fougères
  - 3e du Grand Prix Gilbert Bousquet
- 1988
  - Manche-Atlantique
- 1991
  - 3e du Circuit des Remparts

## Résultats sur les grands tours

### Tour de France
5 participations
- 1979 : 51e
- 1980 : 44e,  Prix de la combativité
- 1981 : 77e
- 1982 : non-partant (2e étape)
- 1984 : 110e

### Tour d'Espagne
1 participation 
- 1979 : abandon (17e étape), vainqueur de la 6e étape,  maillot amarillo pendant sept jours